# Fuera de control
Fuera de control est une telenovela chilienne diffusée en 1999 par Canal 13.

## Distribution
- Javiera Contador : Valentina "Vale" Cervantes
- Luciano Cruz-Coke : Axel Schumacher
- Paulina Urrutia : Sarita Mellafe
- Guido Vecchiola : Santiago Goic
- Tomás Vidiella : Aarón Hurtado "El Viejo Aarón"
- Ursula Achterberg : Silvana Maldonado
- Romeo Singer : Rodrigo "Rorro" Duarte
- Francisco López : Álvaro "Lobo" Villalobos
- Rebeca Ghigliotto : Dolores "Dolly" Domínguez
- Willy Semler : Rafael Cervantes
- Katty Kowaleczko : Marla Mackenzie
- José Secall : Teodoro "Ted" Castro
- Gloria Münchmeyer : Diva Oyarzún
- Esperanza Silva : Divita "Ita" Villalobos
- Marcela Osorio : Tábata Villalobos
- Marés González : Leora
- Gabriela Hernández : Amelia Salamanca
- Felipe Armas : Bernardo Torres
- Claudia Celedón : Ágatha Rodríguez
- Cecilia Cucurella : Olaya Domínguez
- María Elena Duvauchelle : Ninfa Esparza
- Soledad Pérez : Madeleine Cisternas
- Rodolfo Bravo : Nino Mellafe
- Silvia Santelices : Kimberly Seymour
- Nelly Meruane : Lavinia Loyola
- Fernando Gallardo : Oficial Leo Gallardo
- Rosa Ramírez : Yolanda "Chola"
- Claudio Valenzuela : Detective Denver Ausensi
- Boris Quercia : Gino Mackenzie
- Tennyson Ferrada : Abdón Duarte
- Yoya Martínez : Elba de Duarte
- Miriam Palacios : Trinidad "Trini" Sanhueza Bahamondes
- Roberto Navarrete : Tennyson Leighton
- Catalina Saavedra : Pamela Duarte
- Jaime McManus : Damián Goic
- Chamila Rodríguez : Anahí Terranova
- Luis Uribe : Joaquín "El Gato"
- Maité Pascal : Jossette Villalobos
- Moira Miller : Mabel Cruz
- Horacio Videla : Profesor Nicanor Millán
- Rodolfo Vásquez : Patricio Eduardo "Palalo" Mellafe
- Aldo Bernales : Palomino "Mino" Díaz
- Eliana Vidiella : Zulema de Rodriguez
- Agustín Moya : Octavio Meneses
- Rosario Valenzuela : Denisse Lavandero Rodríguez
- Joaquín Pereira : Italo "Talo" Riveros
- Andrea Freund : Isadora Worth
- Karina Laskarin : Franca Cipriani
- Alfonso Vadell : Jorge "Coke" Iturriaga
- Luis Dubó : Toribio
- Teresa Berríos : Gracia
- Greta Nielsen : Estela
- Maite Orsini : Amanda Cervantes Mackenzie
- César Arredondo : Marcelo Duarte
- Francisca Márquez : Helia Parraguez
- Loreto Moya : Layla Cortés
- Mario Bustos : William Maldonado
- Claudia Conserva : Carrie Castro

## Diffusion internationale
| Pays       | Chaîne                   | Titre            | Série première |
| ---------- | ------------------------ | ---------------- | -------------- |
| Chili      | Canal 13                 | Fuera de Control | 8 mars 1999    |
| États-Unis | Latinoamérica Televisión | Fuera de Control | 2001           |

### Sources
- (es) Cet article est partiellement ou en totalité issu de l’article de Wikipédia en espagnol intitulé « Fuera de control (telenovela) » (voir la liste des auteurs).